# Loco (rapper)
Kwon Hyuk-woo (tiếng Hàn: 권혁우; sinh ngày 25 tháng 12 năm 1989), anh còn được biết đến với tên Loco (tiếng Hàn: 로꼬), là một rapper người Hàn Quốc. Anh được biết đến là người chiến thắng chương trình rap Show Me The Money mùa đầu tiên được sản xuất bởi Mnet.

## Tiểu sử và sự nghiệp

### Tiểu sử
Loco sinh ngày 25 tháng 12 năm 1989 tại Seoul, Hàn Quốc. Tên "Loco" của anh có nghĩa là "crazy" trong tiếng Tây Ban Nha. Khi còn học trung học, Loco đã từng bị nói lắp khi nói chuyện,anh đã nghe rất nhiều các bài hát của Kanye West và điều đó đã truyền cảm hứng cho anh để viết ra các bài rap của chính mình.Trong quãng thời gian đi học, anh và bạn bè đã lập ra một nhóm hiphop có tên là "Satgotbong". Nghệ danh trước đây của anh là "Demaine".

### Sự nghiệp
Anh đã tham gia và là quán quân của chương trình rạp Show Me the Money mùa đầu tiên vào năm 2012. Sau khi trở thành quán quân, anh đã tham gia vào crew VV:D bao gồm Crush, ZionT, Elo, Gray và Loco. Anh đã  ra mắt với tư cách là nghệ sĩ solo vào ngày 4 tháng 12 năm 2012 với bài hát "See the Light". Năm 2014, anh ký hợp đồng làm việc cùng với label hiphop AOMG và cho ra mắt "Hold Me Tight". Năm 2015, anh đã xuất hiện trên Show Me The Money mùa 4 với tư cách là producer cùng với Jay Park với tên AOMG. Năm 2018, Loco có mặt trong chương trình "It's Dangerous Beyond the Blankets" được sản xuất bởi MBC. Và vào năm 2021, anh đã cùng Simon Dominic xuất hiện trên High School Rapper 4 với tư cách là mentor. Anh cũng đã hợp tác với nhiều nghệ sĩ nổi tiếng như Hyomin, Lim Chung Jung, Crush, Hwasa, Baekhyun,...

## Đời sống cá nhân
Loco đã nhập ngũ vào ngày 7 tháng 2 năm 2019.

## Âm nhạc

### Album
- Bleached

1. A.O.M.G
2. Movie Shoot (featuring DPR Live)
3. So Bad (featuring Sik-K)
4. Tiger
5. Like I'm Saying
6. Too Much (featuring Dean)
7. I was living hard (CD-Skit only)
8. Brighten Your Night
9. Da Da Da (featuring Hoody)
10. Still (featuring Crush)
11. You Too (featuring Cha Cha Malone)
12. Rewind (featuring Sumin)

### Đĩa nhạc
- Locomotive

1. Hands Up (featuring Crush)
2. Act Serious (featuring Ugly Duck  & DJ Wegun)
3. You Don't Know
4. Thinking About You (featuring Jay Park)
5. No Manners (featuring Gray)
6. High (featuring Konsoul)
7. If I (featuring Gray)
8. Growing Up (featuring Elo)
9. Hold Me Tight (featuring Crush)

- Summer Go Loco

1. Oppa
2. Summer Go Loco (feat. Gray)
3. Party Band (feat. Punchnello, Thur)
4. Alright, Summer Time (feat. Sam Kim)

- Hello

1. NOTHING
2. It's been a while (feat. Zion.T)
3. Tangled Up (feat. pH-1)
4. Some Beatmaker (feat. Woo & yeesang)
5. Too Fast (feat. Paloalto)
6. HOW

- Some Time

1. Return
2. Can't Sleep (feat. Heize)
3. Meeting Room
4. Only Now (feat. Car, the Garden)

### Singles
| Năm  | Tựa đề                           | Nghệ sĩ                     | Album          |
| ---- | -------------------------------- | --------------------------- | -------------- |
| 2012 | "See the Light"                  | Loco feat. Gray             |                |
| 2012 | "No More"                        | Loco feat. Crush            |                |
| 2013 | "Take Care"                      | Loco feat. Park Narae       |                |
| 2014 | "Hold Me Tight"                  | Loco feat. Crush            | Locomotive     |
| 2015 | "Respect"                        | Loco feat. Gray & DJ Pumkin |                |
| 2015 | "Awesome"                        | Loco feat. Jay Park & Gray  |                |
| 2016 | "You Too" 너도                   | Loco feat. Cha Cha Malone   |                |
| 2016 | "Still" (남아있어)               | Loco feat. Crush            |                |
| 2017 | "Too Much" (지나쳐)              | Loco feat. Dean             | Bleached       |
| 2017 | "Summer Go Loco"                 | Loco feat. Gray             | Summer Go Loco |
| 2018 | "Post It" (나타나줘)             | Loco feat. Jay Park         |                |
| 2018 | "It Takes Time" (시간이 들겠지)  | Loco feat. Colde            |                |
| 2018 | "Late Night"                     | Loco feat. Gray             |                |
| 2019 | "It's Been a While" (오랜만이야) | Loco feat. Zion.T           | Hello          |
| 2020 | "Can't Sleep" (잠이 들어야)      | Loco feat. Heize            | Some Time      |

### Các bài hát kết hợp
| Năm  | Tựa đề                         | Nghệ sĩ                                    | Album                 |
| ---- | ------------------------------ | ------------------------------------------ | --------------------- |
| 2015 | "My Last"                      | Jay Park feat. Loco & Gray                 | ₩orld ₩ide            |
| 2016 | "Good"                         | Loco with Gray, feat. Elo                  |                       |
| 2016 | "Can't Help Myself" (못참겠어) | Eric Nam feat. Loco                        |                       |
| 2016 | "Double Dip"                   | Far East Movement feat. Soulja Boy & Loco  | Identity              |
| 2016 | "All I Wanna Do (K)"           | Jay Park feat. Hoody & Loco                | Everything You Wanted |
| 2017 | "Think About' Chu"             | Loco with Sam Kim                          |                       |
| 2017 | "That Girl"                    | Jung Yong-hwa feat. Loco                   | Do Disturb            |
| 2018 | "Upside Down"                  | Loco with Jay Park, Simon Dominic and Gray |                       |
| 2018 | "Don't Give It to Me" (주지마) | Loco with Hwasa                            |                       |
| 2018 | "Young"                        | Loco with Baekhyun                         | Station X 0           |
| 2021 | "Love" (러브)                  | Loco with Lee Sung-kyung                   | Duet Mate             |
| 2021 | "I can't wait" (못참아!)"      | meenoi feat. Loco                          | In My Room            |
| 2021 | "Outerspace"                   | Kang Daniel feat. Loco                     |                       |

## Phim ảnh

### TV Show
| Năm  | Tên chương trình                   | Kênh | Ghi chú                            |
| ---- | ---------------------------------- | ---- | ---------------------------------- |
| 2012 | Show Me the Money                  | Mnet | Thí sinh và là quán quân           |
| 2015 | Show Me the Money 4                | Mnet | Producer cùng với Jay Park         |
| 2016 | My Little Television               | MBC  | Thành viên                         |
| 2016 | Happy Together 3                   | KBS2 | Thành viên                         |
| 2017 | You Hee-yeol's Sketchbook          | KBS2 | Thành viên                         |
| 2018 | It's Dangerous Beyond the Blankets | MBC  | Thành viên                         |
| 2018 | Hyena On the Keyboard              | KBS2 | Khách mời (Tập 7-8)                |
| 2018 | A Battle of One Voice: 300         | tvN  | Người dự thi cùng với Gray (Tập 1) |
| 2018 | Show Me the Money 777              | Mnet | Loopy 'V' Featured                 |
| 2018 | Radio Star (TV series)             | MBC  | Thành viên                         |
| 2020 | Show Me the Money 9                | Mnet | Lil Boi 'ON AIR' Featured          |
| 2021 | High School Rapper (season 4)      | Mnet | Producer cùng với Simon Dominic    |

### Web shows
| Năm  | Tên show              | Kênh  | Ghi chú |
| ---- | --------------------- | ----- | ------- |
| 2021 | Love Catcher in Seoul | TVING | Host    |

## Giải thưởng

### Melon Music Awards
| Năm  | Giải thưởng     | Bài hát                                   | Kết quả   |
| ---- | --------------- | ----------------------------------------- | --------- |
| 2015 | Best OST        | "Spring Is Gone by Chance" by Yuju & Loco | Đoạt giải |
| 2018 | Hot Trend Award | "Young" (with Byun Baek-hyun)             | Đề cử     |
| 2018 | Hot Trend Award | "Don't" (with Hwasa)                      | Đoạt giải |
| 2018 | Best Ballad     | "Don't" (with Hwasa)                      | Đề cử     |

### KBS Entertainment Awards
| Năm  | Giải thưởng                 | Người nhận giải | Kết quả   |
| ---- | --------------------------- | --------------- | --------- |
| 2018 | Hot Issue Entertainer Award | Hwasa & Loco    | Đoạt giải |